# Střížov
Střížov är en ort i Tjeckien.   Den ligger i regionen Södra Böhmen, i den södra delen av landet, 130 km söder om huvudstaden Prag. Střížov ligger 526 meter över havet och antalet invånare är 173.
Terrängen runt Střížov är huvudsakligen platt, men norrut är den kuperad.Runt Střížov är det ganska tätbefolkat, med 62 invånare per kvadratkilometer. Närmaste större samhälle är České Budějovice, 10,1 km norr om Střížov. Omgivningarna runt Střížov är en mosaik av jordbruksmark och naturlig växtlighet.